# علی ماجدی
علی ماجدی (۱۳۲۵ اردکان، یزد) اقتصاددان و دیپلمات ایرانی و سفیر ایران در آلمان از ۱۶ تیر ۱۳۹۳ تا آذر ۹۷ بود. وی پیش از این، معاون بازرگانی و امور بین‌الملل وزارت نفت بود. ماجدی دارای مدرک کارشناسی ارشد اقتصاد از دانشگاه شهید بهشتی است.
ماجدی پیشتر سفیر ایران در ژاپن و برزیل و مدتی کاردار در امارات متحده عربی بوده‌است.
او همچنین عضو دفتر ریاست جمهوری، مشاور اقتصادی نخست‌وزیر میرحسین موسوی و معاون کل وزارت امور اقتصادی و دارایی نیز بوده‌است.
ماجدی در مقطعی که معاون اقتصادی وزارت خارجه بوده‌است (۱۳۸۴–۱۳۸۳)، از طرف وزیر صنایع و معادن اسحاق جهانگیری عضو کارگروه مذاکره‌کنندگاه هسته‌ای ایران در زمینه اقتصادی بوده‌است.

## سوابق اجرایی
سوابق اجرایی و مدیریتی ماجدی از سال ۱۳۶۰ به صورت زیر است:
- عضو هیئت مدیره شرکت مخابرات در سال‌های ۱۳۶۰ تا ۱۳۶۱
- عضو دفتر ریاست جمهوری در سال ۱۳۶۳
- مشاور اقتصادی نخست‌وزیر وقت سال ۱۳۶۴
- معاون کل وزارت امور اقتصاد و دارایی در سال‌های ۱۳۶۴ تا ۱۳۶۸
- کاردار ایران در امارات متحده (ابوظبی) در سال‌های ۱۳۶۸ تا ۱۳۷۰
- سفیر ایران در برزیل در سال‌های ۱۳۷۱ تا ۱۳۷۴
- مدیر کل کشورهای مشترک‌المنافع در سال‌های ۱۳۷۴ تا ۱۳۷۶
- معاون نفت و گاز دریای خزر در سال‌های ۱۳۷۶ تا ۱۳۷۸
- سفیر ایران در ژاپن در سال‌های ۱۳۷۸ تا ۱۳۸۳
- معاون اقتصادی وزیر امور خارجه در سال‌های ۱۳۸۳ تا ۱۳۸۴
- مشاور عالی شرکت‌های اقتصادی سال‌های ۱۳۸۴ تا ۱۳۹۲
- معاون بازرگانی و امور بین‌الملل وزیر نفت از سال ۱۳۹۲